# Graham Thorpe
Graham Paul Thorpe, MBE (* 1. August 1969 in Farnham, Vereinigtes Königreich; † 4. August 2024 in Esher, Vereinigtes Königreich) war ein englischer Cricketspieler, der zwischen 1993 und 2005 für die englische Nationalmannschaft spielte.

## Aktive Karriere

### Anfänge in der Nationalmannschaft
Thorpe gab sein First-Class-Debüt und spielte in der Folge im nationalen englischen Cricket für Surrey. Im Juli 1993 wurde er in die Nationalmannschaft berufen. Dort absolvierte er sein ODI-Debüt und erzielte bei seinem Test-Debüt in der Ashes-Series gegen Australien ein Century über 114* Runs aus 280 Bällen und wurde dafür als Spieler des Spiels ausgezeichnet. Im letzten Spiel der Serie folgte dann noch ein weiteres Fifty (60 Runs). Im März 1994 reiste er mit dem Team in die West Indies, wo ihm zwei weitere Fifties (86 und 84 Runs) gelangen. Im Sommer folgten drei Fifties (72 & 73; 79 Runs) in den Tests gegen Südafrika, ebenso wie sein erstes ODI-Fifty (55 Runs). Die Saison Saison 1994/95 begann für ihn mit der Test-Serie in Australien. Nach drei Fifties in den ersten vier Tests (67, 51 und 83 Runs), erfolgte beim letzten Test ein weiteres Century über 123 Runs aus 218 Bällen, womit er die erneute Niederlage jedoch nicht vermeiden konnte. Nach der Serie folgte ein Drei-Nationen-Turnier bei dem ihm gegen Simbabwe 89 Runs gelangen, für das er ausgezeichnet wurde. Im Sommer 1995 konnte er dann gegen die West Indies fünf Fifties (61, 52, 94, 76 und 74 Runs) in den Tests erzielen. Zum Ende des Jahres folgte ein weiteres Fifty über 59 Runs im fünften Test in Südafrika, bevor er drei weitere (62, 72+ und 63 Runs) in den ODIs erreichte. Dem folgte der Cricket World Cup 1996, wo ihm in der Vorrunde gegen die Niederlande (89 Runs) und Pakistan (52* Runs) je ein Fifty gelang. Im Viertelfinale schied das Team jedoch deutlich gegen Sri Lanka aus.
Der Sommer 1996 begann mit einem Fifty (79* Runs) in den ODIs gegen Indien und wurde dafür ausgezeichnet. Auch im zweiten Test erzielte er mit 89 Runs ein Fifty. Dem folgte eine Test-Serie gegen Pakistan, wo er zwei weitere Half-Centuries (77 und 54 Runs) erreichte. In der Saison 1996/97 erreichte er zunächst in Simbabwe 50* Runs im zweiten Test. Das Team reiste weiter nach Neuseeland, wo er im ersten Test ein Century über 119 Runs aus 245 Bällen und im zweiten ein weiteres über 108 Runs aus 249 Bällen erreichte. Für letzteres wurde er als Spieler des Spiels ausgezeichnet. In der folgenden ODI-Serie gelangen ihm drei Fifties (82, 55 und 55 Runs). Der Sommer 1997 begann mit der Tour gegen Australien. Hier erzielte er 75* Runs im ersten ODI. Die Test-Serie begann er dann mit einem weiteren Century über 138 Runs aus 245 Bällen, wobei er mit Nasser Hussain die entscheidende Partnerschaft absolvierte. Im fünften Test gelangen ihm dann zwei Fifties (53 und 82* Runs) und im sechsten ein weiteres (62 Runs), woraufhin er neben Glenn McGrath als Spieler der Serie ausgezeichnet wurde. Im Dezember spielte er bei einem Vier-Nationen-Turnier in den Vereinigten Arabischen Emiraten, wo er ein Fifty (57 Runs) gegen die West Indies in der Vorrunde erreichte. Im Finale gegen die West Indies erzielte er 66 Runs und wurde beim Turniersieg als Spieler des Spiels ausgezeichnet. Im März 1998 reiste das Team in die West Indies, wo er im fünften Test ein Century über 103 Runs aus 268 Bällen erreichte. Im letzten Test folgte dann ein weiteres Fifty über 84* Runs. Doch erlitt er bei der Tour eine Rückenverletzung, die ihn in der Folge stark beeinträchtigen sollte.

### Verletzungsprobleme und Rückzug vom ODI-Cricket
Nach einem schwachen Sommer reiste er mit dem Team im November zu den Ashes in Australien. Im ersten Test gelang ihm ein Fifty über 77 Runs, jedoch brachen in der Folge seine Rückenprobleme wieder auf und er musste die Tour abbrechen. In der Vorbereitung für die folgende Weltmeisterschaft erzielte er bei einem Drei-Nationen-Turnier in den Vereinigten Arabischen Emiraten im April je ein Fifty gegen Indien (79 Runs) und Pakistan (62 Runs). Beim Cricket World Cup 1999 war dann seine beste Leistung 62 Runs gegen Simbabwe. Beim ICC KnockOut 2000 im Oktober konnte er nicht überzeugen. Danach reiste er mit dem Team nach Pakistan, wo ihm in den ODIs ein Fifty (64* Runs) gelang. In den Tests begann er dann mit einem Century über 118 Runs aus 301 Bällen. Nach 79 Runs im zweiten Test, konnte er mit einem weiteren Fifty über 64* Runs die entscheidenden Runs für den Seriensieg erzielen. Es war der erste Seriensieg in Pakistan für das englische Team nach 39 Jahren. Zum Ende der Saison reiste er mit dem Team nach Sri Lanka, wo er nach einem Fifty im zweiten Test (59 Runs) ein Century über 113* Runs aus 267 Bällen im dritten Spiel erreichen konnte, wofür er als Spieler des Spiels ausgezeichnet wurde und den Seriensieg sicherstellte. Zu Beginn des Sommers gelangen ihm gegen Pakistan erst 80 Runs im ersten Test und dann ein Century über 138 Runs aus 261 Bällen. In der Folge zog er sich eine Wadenverletzung zu und konnte nur einen Test gegen Australien spielen. Dann wurde er von Brett Lee mit einem Bouncer an der Hand getroffen, was zu einem Knochenbruch führte, womit er abermals ausfiel. Im Dezember erzielte er dann in Indien ein Fifty über 62 Runs. Doch reiste er nach dem Spiel auf Grund von persönlichen Problemen ab.
Er kam dann im Februar wieder zurück und reiste mit dem Team nach Neuseeland, wo ihm zwei Fifties (52 und 59* Runs) in den ODIs gelangen. Im ersten Test konnte er dann ein Double-Century über 200* Runs aus 231 Bällen erzielen, wofür er als Spieler des Spiels ausgezeichnet wurde. Der Sommer 2002 begann mit einer Test-Serie gegen Sri Lanka, wo er zunächst ein Fifty über 65 Runs erzielte, bevor er im zweiten Spiel ein Century über 123 Runs aus 229 Bällen beisteuerte. Kurz darauf trat er dann vom ODI-Cricket zurück, um sich mehr um seine Kinder kümmern zu können. Dies nannte er auch als Grund, als er im September erklärte im Winter nicht für England nach Australien reisen zu wollen.

### Karriereende
Im September 2003 kam er für den letzten Test gegen Südafrika wieder ins Team zurück und erzielte dabei ein Century über 124 Runs aus 244 Bällen. Die Saison 2003/04 begann mit zwei Fifties (64 und 54 Runs) in Bangladesch. Nach einem weiteren Fifty (57 Runs) in Sri Lanka, reiste er mit dem Team zum Ende der Saison in die West Indies. Dort gelang ihm im zweiten Test ein Fifty über 90 Runs und im dritten Spiel ein Century über 119* Runs aus 217 Runs wofür er ausgezeichnet wurde. Der Sommer begann mit einer Tour gegen Neuseeland. Hier konnte er nach einem Fifty (51* Runs) im ersten Test ebenfalls ein Century über 104* Runs im dritten Spiel beisteuern, womit er erneut als Spieler des Spiels ausgezeichnet wurde. Im Juli traf er dann auf die West Indies, wo er zwei Fifties (61 und 54 Runs) im zweiten Spiel erreichte und ein Century über 114 Runs aus 239 Bällen im dritten Test erzielte. Für letzteres wurde er abermals ausgezeichnet. Die Saison 2004/05 war durch die Tour in Südafrika geprägt, wo er im zweiten Test ein Century über 118* Runs aus 209 Bällen erreichte. Im fünften Test erreichte er dann ein weiteres Fifty über 86 Runs. Doch seine Rückenprobleme nahmen wieder zu und nach schlechten Leistungen im nationalen Cricket sah er seinen Platz im Team bedroht. Er spielte noch eine weitere Test-Serie gegen Bangladesch, wo ihm im zweiten Test ein Fifty über 66* Runs gelang, doch sollte dies sein letzter Einsatz in der Nationalmannschaft sein. Für die folgende Tour gegen Australien wurde er nicht mehr nominiert, woraufhin er seinen Rücktritt vom internationalen und kurz darauf von allen Formen des Crickets erklärte.

## Nach der aktiven Karriere
Ab Juli 2007 übernahm er die Rolle eines Assistenztrainers für New South Wales. Nach England kehrte er als Schlagtrainer im November 2008 nach Surrey zurück. Zwei Jahre später übernahm er diese Rolle auch im englischen Nationalteam. In dieser Funktion half er England den Cricket World Cup 2019 zu gewinnen. Nachdem er nach der enttäuschenden Ashes Tour 2021/22 das Coachingteam verlassen hatte, wurde er im März 2022 als Trainer für Afghanistan benannt. Noch bevor er diese Rolle annehmen konnte, erkrankte er schwer und wurde ins Krankenhaus eingeliefert. In der Folge wurden keine weiteren Mitteilungen über seinen Gesundheitszustand veröffentlicht. Im August 2024 gab der englische Verband seinen Tod bekannt. Im Nachhinein veröffentlichte seine Familie, dass Thorpe in den letzten Jahren an schweren mentalen Problemen gelitten habe und in Folge eines Suizids verstorben sei.

## Auszeichnungen
Im Juli 2006 wurde er in der Birthday-Honours-Liste der Königin den Member des Order of the British Empire ernannt.